# Estado legal de la pornografía dibujada que representa a menores
El estado legal de la pornografía dibujada que representa a menores varía de país en país y concierne a la pornografía de menores simulada en forma de dibujo.
A finales de la década de 2000, se generó un debate en la prensa sueca acerca de si la pornografía hecha a partir de dibujos animados que representan a menores es un crimen sin víctima. Algunos países han promulgado leyes criminalizadoras de las "imágenes obscenas de representaciones de niños y adolescentes, sin importar cómo hayan sido creadas" bajo el argumento de que estas incitan al abuso. Actualmente, la lista de países que han prohibido la posesión (así como la creación y distribución) de imágenes sexuales de personajes ficticios descritos como (o aparentemente) menores de dieciocho años, incluyen Nueva Zelanda, Australia, las Filipinas, Sudáfrica, Corea del Sur, y el Reino Unido.

## África

### Sudáfrica
Con la promulgación del Proyecto de Ley de Enmienda de Películas y Publicaciones en septiembre de 2003, una amplia gama de pornografía infantil simulada se volvió ilegal en Sudáfrica. A efectos del acto, cualquier imagen o descripción de una persona "real o simulada" que se represente o describa como menor de 18 años y que participe en una conducta sexual, en términos generales, constituye "pornografía infantil". Según la ley, cualquier persona es culpable de un delito punible con hasta diez años de prisión si posee, crea, produce, importa, exporta, transmite o de cualquier manera toma medidas para obtener o acceder a pornografía infantil.

## América

### Colombia
En marzo de 2018, tras haber sido absuelto un hombre que tomó fotografías a dos menores de edad que se encontraban en ropa interior (una de 17 y otra de 16 años), la Sala Penal de la Corte Suprema de Justicia de Colombia determinó qué es lo que se infiere bajo el concepto de pornografía infantil y qué no lo es. Entre sus declaraciones se encuentran las tres presentadas a continuación.
Dicta, en primer lugar, que no es delito la "pornografía infantil técnica”, la cual es aquella, se lee: “en la que intervienen personas que no tienen la condición de ser menores de edad, pero que aparentan serlo, bien porque físicamente parecen tales, o porque mediante recursos tecnológicos se les da esa apariencia”. El segundo caso en el cual no se presenta intervención legal es “la pseudopornografía, en la cual se insertan fotogramas o imágenes de menores reales en escenas pornográficas en las cuales no intervinieron realmente; lo cual significa que no fueron abusados”. En tercer lugar, no se reconoce como un delito la pornografía infantil artificial, es decir "en la que se presentan menores de edad creados mediante un patrón irreal, sea por ilustraciones o animaciones de todo tipo, o sea, no representan a un ser humano con existencia real".
También en el Artículo 218 de la Ley 599 de 2000 del Código Penal Colombiano se esclarece que será penado:
"El que fotografíe, filme, grabe, produzca, divulgue, ofrezca, venda, compre, posea, porte, almacene, trasmita o exhiba, por cualquier medio, para uso personal o intercambio, representaciones reales de actividad sexual que involucre persona menor de 18 años de edad. Igual pena se aplicará a quien alimente con pornografía infantil bases de datos de Internet, con o sin fines de lucro".
Esto se reduce a que solo es ilegal en Colombia la pornografía infantil que involucre menores reales, y contenido como el lolicon y shotacon o cualquier otro tipo de pornografía donde no haya participación de un menor existente tienen completa legalidad en el país.

### Chile
En Chile la posesión de material lolicon y similares no está penalizada por ley. En particular, la actualización del 2011 de la Ley N°20.526 del código penal diferencia el concepto de "pseudopornografía infantil" o "pornografía seudoinfantil", definido como aquel contenido que "emplea programas de tratamiento de gráficos que permiten combinar dos imágenes en una sola, haciendo que las representaciones pornográficas de adultos simulen la participación de menores de edad", respecto al de pornografía infantil virtual, dibujada, simulada o artificial, indicando específicamente que:
"La primera, donde se emplea la imagen o voz captada de un menor y por medio de manipulaciones virtuales se la incorpora en una producción pornográfica, de modo de hacer parecer que el menor efectivamente participó en las acciones sexuales que se muestran. La segunda, consiste en la creación por medios informáticos y sin emplear la imagen o voz de una persona, imágenes o sonidos pornográficos..."
Además, el proyecto de ley estipula que el mismo "se ocupa solamente de la primera forma referida toda vez que es en ella donde se lesiona la intimidad de un menor de edad", penalizando así a la pseudopornografía infantil junto con la pornografía infantil real, pero excluyendo a la pornografía infantil virtual, dibujada o simulada.

### Brasil
La pornografía infantil real es ilegal, se considera cualquier registro de "cualquier situación que involucre a un niño o adolescente en actividades sexuales explícitas, reales o simuladas, o la exhibición de los órganos genitales de un niño o adolescente con fines principalmente sexuales" Los adjetivos "reales" y "simuladas" (utilizados en plural por la regla del art. 241-E del código de menores) se refieren a las actividades sexuales explícitas representadas, y no al niño o adolescente (si es un producto real o ficticio). En otras palabras, lo que la ley sanciona es la participación, real o simulada (mediante, por ejemplo, el uso de la técnica de fotomontaje), de un niño o adolescente real en una escena con contenido sexual explícito. Sin embargo, los dibujos y otras representaciones gráficas no realistas de niños ficticios, sin importar cuán ofensivas sean (incluyendo la pornografía de los subgéneros de manga hentai japonés lolicon y shotacon), son legales y no un delito.

### Canadá
Las leyes canadienses que abordan la pornografía infantil se establecen en la Parte V del Código Penal canadiense, tratándose en Delitos Sexuales, Moral Pública y Conducta Desordenada: Delitos que Tienden a Corromper la Moral. La sección 163.1 del Código, promulgada en 1993, define que la pornografía infantil incluye "una representación visual, ya sea que se haya realizado por medios electrónicos o mecánicos", que "muestra a una persona que es comprometida o representada como menor de dieciocho años años y participa o se representa como involucrada en una actividad sexual explícita", o" la característica dominante de la cual es la representación, con un propósito sexual, de un órgano sexual o la región anal de una persona menor de dieciocho años". La decisión definitiva de la Corte Suprema de Canadá, en el caso de R. v. Sharpe, interpreta que el estatuto incluye material puramente ficticio incluso cuando no hubo niños reales involucrados en su producción. A raíz de este caso, se han llevado a cabo al menos tres condenas menores en Ontario, Nueva Escocia y Alberta por posesión de lolicon, todas ellas de menos de dos años en cualquier caso.

### Estados Unidos
1973–2002
En los Estados Unidos, la pornografía generalmente se considera como una forma de expresión personal y, por lo tanto, se rige por la Primera Enmienda a la Constitución. La pornografía deja de ser libertad de expresión protegida cuando falla la prueba de obscenidad de Miller, como sostuvo el Tribunal Supremo de los Estados Unidos en 1973 en Miller v. California. Otro caso, New York v. Ferber (1982), concluyó que, si la pornografía representa abuso infantil real, o una víctima infantil real (como, por ejemplo, en el producto de fotografiar una actuación performativa en directo), entonces no es expresión libre protegida.
En 1996, el Congreso de los Estados Unidos introdujo la Ley de Prevención de la Pornografía Infantil de 1996 (CPPA) para actualizar los tipos de medios audiovisuales pornográficos con menores considerados ilegales según la ley federal. En 2002, el Tribunal Supremo de los Estados Unidos dictaminó en Ashcroft v. Free Speech Coalition que dos disposiciones de la CPPA eran facialmente inválidas debido a que eran demasiado amplias y cubrían ciertos aspectos de la libertad de expresión, como la película no pornográfica de 1999 American Beauty. El caso también reafirmó las decisiones de Miller y Ferber.
2003–Ley PROTECT
En respuesta a Ashcroft v. Free Speech Coalition, el Congreso aprobó la Ley PROTECT de 2003 (también denominada Ley de Alerta Ámbar) que fue promulgada el 30 de abril de 2003 por el presidente George W. Bush. La Ley de PROTECCIÓN ajustó su lenguaje para cumplir con los parámetros de las decisiones de Miller, Ferber y Ashcroft. La Ley tuvo cuidado de separar los casos de pornografía virtual que representan a menores en dos categorías diferentes de leyes: la ley de pornografía infantil y la ley de obscenidad. Con respecto a la ley de pornografía infantil, la Ley modificó la redacción anterior de "parece ser un menor" por la frase "indistinguible de la de un menor". Esta definición no se aplica a las representaciones que son dibujos, dibujos animados, esculturas o pinturas que representan a menores o adultos. Además, existe una defensa afirmativa a un cargo de pornografía infantil que se aplica si la representación era de una persona real y la persona real era un adulto (18 años o más) en el momento en que se creó la representación visual, o si la representación visual no involucraba a ningún menor real (véase la subsección "c", partes 1 y 2, del título 18, 2252A, del Código de los Estados Unidos). Esta defensa afirmativa no se aplica a la pornografía infantil creada a través de la transformación, es decir, representaciones "creadas, adaptadas o modificadas para parecer que un menor identificable está participando en una conducta sexualmente explícita (véase sección (8)(c) del título 18, 2256, del CEU).

La Ley PROTECT también convirtió el título 18, sección 1466A del CEU en su ley nacional de obscenidad:
"La Sección 1466A del Título 18, Código de los Estados Unidos, hace que sea ilegal que cualquier persona produzca, distribuya, reciba o posea a sabiendas con la intención de transferir o distribuir representaciones visuales, como dibujos, dibujos animados o pinturas que parezcan representar a menores comprometidos en conducta sexualmente explícita y considerada obscena".
Por lo tanto, las representaciones pornográficas virtuales y dibujadas de menores aún pueden considerarse ilegales según la ley federal de obscenidad de los EE. UU. La ley de obscenidad establece además en la sección C "No es un elemento obligatorio de ningún delito en virtud de esta sección que el menor representado realmente exista".
Las leyes que rigen la pornografía no infantil se rigen por el Estándar Miller, una prueba de tres vértices utilizada por los tribunales para dictar la obscenidad, de acuerdo con el punto de vista de la "persona promedio" sobre los estándares de la comunidad y sobre la ley estatal. Dichos vértices son los siguientes: que el material juzgado "apele a intereses lascivos", "describa o represente, de una manera patentemente ofensiva, la conducta sexual" descrita por la ley, y que "en su conjunto, carezca de un valor literario, artístico, político o científico serio". Los materiales que entran dentro de todos los vértices pueden ser declarados obscenos por un tribunal de justicia.
Según los términos del estatuto, la ley no hace que toda la pornografía infantil ficticia sea ilegal, solo la que se considera obscena o falta de valor serio. La mera posesión de dichas imágenes no constituye una violación de la ley a menos que se pueda demostrar que fueron transmitidas a través de un operador común, como el correo o Internet, transportadas a través de las fronteras estatales o de una cantidad tal que demostrase la intención de distribuirlas (Tít. 18 CEU, 1466A (d)). También hay una defensa afirmativa hecha para la posesión de no más de dos imágenes con "pasos razonables para destruir" las imágenes o informar y entregar las imágenes a la policía (Tít. 18 CEU, 1466A (e)).
El primer caso importante ocurrió en diciembre de 2005, cuando Dwight Whorley fue condenado en Richmond, Virginia, bajo el artículo 18, 1466A del CEU por usar una computadora de la Comisión de Empleo de Virginia para recibir "dibujos animados de anime japoneses obscenos que representaban gráficamente a niñas prepúberes obligadas a tener relaciones genitales-genitales y orales-genitales con varones adultos". El 18 de diciembre de 2008, el Tribunal de Apelaciones del Cuarto Circuito confirmó la condena, que consiste en 20 años de prisión. Whorley apeló a la Corte Suprema, pero se le negó el certioari.
2008–presente
El título 18 § 1466A del CEU se ha enfrentado a desafíos legales dada su redacción vaga. En particular, la ley que prueba la criminalización de una "representación visual de cualquier tipo" ha sido juzgada en los tribunales. En octubre de 2008, un coleccionista de cómics de Iowa de 38 años llamado Christopher Handley fue procesado por posesión de manga lolicon explícito. El juez dictaminó que dos partes del acto que eran más amplias que el estándar de Miller, 1466A a(2) y b(2), inconstitucionalmente excesivas, pero Handley aún se enfrentó un cargo por obscenidad. Handley fue condenado en mayo de 2009 como resultado de llegar a un acuerdo de culpabilidad por recomendación de su abogado, bajo la creencia de que el jurado elegido para juzgarlo no lo absolvería de los cargos de obscenidad si se les mostraran las imágenes en cuestión. Un fallo posterior en Estados Unidos v. Dean cuestionó el veredicto de amplitud excesiva, porque en el caso Handley no se pudo probar que 1466A a(2) y b(2) eran sustancialmente demasiado amplias. En ese caso, Dean fue condenado en virtud de las secciones previamente consideradas inconstitucionales.
A nivel estatal, algunos estados tienen leyes que prohíben explícitamente la pornografía de dibujos animados y representaciones similares, mientras que otros solo tienen leyes vagas sobre dicho contenido. En California, tales representaciones específicamente no entran en las leyes estatales de pornografía infantil, mientras que en Utah están explícitamente prohibidas. A nivel federal, las obras que representan a menores que ofenden los estándares comunitarios contemporáneos y son "evidentemente ofensivas" y carecen de "valor literario, artístico, político o científico serio" siguen siendo ilegales. El profesor de derecho Reza Banakar ha declarado desde entonces que el "valor artístico serio" es muy difícil de evaluar, y que la tarea legal de evaluar la falta de dicho valor no puede ejecutarse objetivamente. Desde 2008, han sido condenadas al menos tres personas a penas de cárcel por posesión de dibujos pornográficos que representan menores, en Idaho, Virginia, y Misuri, en este último caso por "posesión de cómics de incesto".
Debido a que la obscenidad es determinada por un juez o jurado en ejercicio en referencia a las normas y definiciones locales, estado por estado, caso por caso, la legalidad de la pornografía dibujada o ficticia que representa a menores queda en un 'área gris', al igual que otras formas de pornografía alternativa. Algunos estados prestan menos atención al contenido de dichos materiales y determinan la obscenidad en función del tiempo y el lugar donde puede ocurrir un delito, mientras que otros pueden tener estándares estrictos y bien definidos para lo que una comunidad puede encontrar apropiada. Otros pueden tener solamente leyes o definiciones vagas que solo se utilizan para permitir que el gobierno procese a los delincuentes reincidentes a nivel federal y estatal.

## Europa

### Bélgica
En Bélgica, sólo el arte pornográfico que representa personajes menores de edad de manera realista es ilegal.

### España
España permite la pornografía dibujada que no se parezca a niños reales, incluyendo dibujos animados, manga o representaciones similares, ya que la ley no considera que sean 'imágenes realistas' propiamente. La Oficina del Fiscal General considera que solo se deben buscar imágenes extremadamente realistas. "Para evitar extensiones indebidas del concepto de pornografía infantil, el concepto de 'imágenes realistas' debe interpretarse de manera restrictiva. Según el Diccionario de la Real Academia Española, 'realista' significa lo que 'intenta adaptarse a la realidad'. Por lo tanto, "imágenes realistas" serán imágenes cercanas a la realidad que intenta imitar. Sin embargo, las imágenes demasiado realistas, incluso las pinturas, están estrictamente prohibidas debido a la ley de la Unión Europea, esto puede entenderse ya que dichas imágenes no se pueden distinguir de niños reales por personas normales. Por tanto, tener materiales de simulación realista que muestren pornografía infantil, como imágenes o vídeos simulados, será penalizado.

### Finlandia
Producir y distribuir pornografía que represente real o fácticamente a un niño (básicamente imágenes fotográficas) es ilegal en Finlandia y se castiga con una multa o hasta dos años de prisión. La posesión de dicha pornografía se castiga con una multa o prisión de hasta un año.
La representación visual realista y objetiva de un niño que aparece en actos sexuales se define como "producida en una situación en la que un niño ha sido objeto de una conducta sexualmente ofensiva y realista, si se asemeja de forma engañosa a una imagen o grabación visual producida a través de la fotografía o de otra manera correspondiente de una situación en la que un niño es objeto de una conducta sexualmente ofensiva ".
La pornografía infantil virtual puramente basada en la fantasía, en este caso, dibujos y pinturas, sigue siendo legal según la ley finlandesa porque no tiene conexión con una situación de abuso real; Además, tales representaciones pueden servir para fines informativos o artísticos, lo que pueden implicar la legalidad incluso de imágenes basadas en la realidad.

### Francia
Desde una reforma del código penal francés, introducida en 2013, producir o distribuir dibujos que representen a un menor de 15 años se considera equivalente a producir pornografía infantil real y se castiga con hasta cinco años de prisión y una multa de 75,000 euros, incluso si los dibujos no están destinados a ser distribuidos.

### Italia
La pornografía infantil virtual se castiga con hasta un tercio de las sanciones por pornografía infantil real. Como imágenes virtuales se incluyen imágenes, o partes de imágenes, producidas y modificadas con software de fotos reales de menores, donde la calidad haga que una situación falsa se manipule para parecer realista.

### Noruega
A partir de 2005, la ley penal noruega penaliza cualquier representación que "sexualice" a los niños, incluso si en realidad no muestra actos sexuales con niños. Esto podría incluir cualquier material producido artificialmente, incluyendo texto escrito, imágenes dibujadas, animación, imágenes manipuladas, un modelo adulto con ropa infantil, juguetes o alrededores.

El acto penal se ha aplicado a imágenes dibujadas descritas como "imágenes hentai" en el Tribunal de Apelación de Agder con los siguientes comentarios:
Los dibujos muestran a niños en varias posiciones sexuales y situaciones de abuso. El Tribunal de Apelación señala que dichos dibujos no son tan serios como las películas o fotografías de personas vivas. Esto se debe a que los dibujos no son producto del abuso real. Sin embargo, los dibujos ayudan a "normalizar" y apuntalar la industria del abuso sexual infantil, y por esa razón también es un delito grave.
Otro juicio sobre la posesión de 300-400 dibujos descargados de Internet descritos como manga hentai lolicon japonés tuvo los siguientes comentarios:
El Tribunal de Apelaciones señala que puede haber razones para parecer un poco más suave en los dibujos y otras representaciones gráficas sexualizadas de niños, que en material abusivo con niños vivos como modelos / actores.

En el último caso, hay un abuso real y serio detrás de cada imagen o película. Sin embargo, se enfatiza que la posesión de este material es un delito grave. Se supone que la pena entra en el área de 90 a 120 días de prisión.

### Países Bajos
El 1 de octubre de 2002, los Países Bajos introdujeron una legislación (Boletín de leyes y decretos 470) que consideraba ilegal la "pornografía infantil virtual". Las leyes parecen prohibir solo las "imágenes realistas tridimensionales que representan a un menor involucrado en una conducta sexualmente explícita".
A partir del 1 de septiembre de 2018, la ley penal holandesa castiga a "cualquier persona que difunda, venda, exhiba abiertamente, fabrique, importe, transporte, exporte, adquiera, posea o acceda mediante un sistema automatizado o utilizando un servicio de comunicación, a imágenes (o servidores de datos que contengan imágenes) que representen una conducta sexual, en la que esté involucrada (o parezca estar involucrada) una persona conocidamente menor de 18 años de edad "con una sentencia de prisión de hasta 4 años o una multa de quinta categoría (hasta 82.000€).

### Polonia
Desde la enmienda de 2008 al Código Penal de Polonia (Artículo 202 § 4b), la producción, difusión, presentación, almacenamiento y posesión de contenido pornográfico que representa imágenes "creadas o reconstruidas" de menores que participan en cualquier actividad sexual se castiga con una multa monetaria, restricción de la libertad personal o prisión de hasta dos años. Un "menor", según la ley polaca, es una persona de menos de 18 años. Si la edad de una persona representada está en disputa, un tribunal puede designar expertos antropológicos para determinarla.
Esta ley enfrentó críticas de expertos legales. Maciej Wrześniewski cuestionó la legitimidad de este artículo, argumentando que "no es posible confirmar incuestionablemente la edad de una persona representada, ya que tal persona no existe". Esta opinión fue compartida por Maciej Szmit, quien dijo del artículo que estaba "lamentablemente redactado".
De 2008 a 2020, hubo 23 personas declaradas culpables de conformidad con el artículo 202 § 4b (como delito primario). Se desconoce en cuántos casos, si es que siquiera hubo alguno, la sentencia se refería a pornografía dibujada, ya que esta ley también se usa para imágenes "reconstruidas", como cuando se pegan fotografías de rostros de niños en imágenes sexualmente explícitas de cuerpos adultos.
Uno de los casos en los que se utilizó el artículo 202 § 4b del Código Penal polaco en el tribunal fue en el caso del pintor Krzysztof Kuszej, cuyo arte "representaba con precisión fotográfica los genitales de niños y hombres durante el acto sexual". Sus pinturas implicaban que los hombres eran sacerdotes. El artista argumentó en la corte que su arte es un comentario social acerca del problema de la pederastia por parte de sacerdotes católicos, y sus medidas artísticas eran adecuadas para representarlo. El fallo del tribunal fue "no culpable". La decisión se basó en la opinión de los expertos, quienes afirmaron que la presentación de pedofilia no era una intención del artista, y que sus obras eran de naturaleza crítica. El tribunal advirtió, sin embargo, de que "un artista debe ser consciente de que la libertad artística no es un principio absoluto".

### Reino Unido
La Ley de Jueces de Instrucción y Justicia de abril de 2009 (c. 2) creó un nuevo delito en Inglaterra, Gales e Irlanda del Norte por posesión de imágenes prohibidas de niños. Esta ley hace que la pornografía de dibujos animados que represente menores sea ilegal en Inglaterra, Gales e Irlanda del Norte. Como Escocia tiene su propio sistema legal, la Ley de Jueces de Instrucción y Justicia no se aplica ahí (por tanto, y al no haber contrapunto a esa ley en el derecho escocés, dichas imágenes son legales en Escocia). Esta ley no reemplazó a la Ley de Justicia Criminal y Orden Público de 1994, ya que esta última abarcaba "pseudo-fotografías", imágenes que parecen ser fotografías. En 2008, esta última ley había sido ampliada aún más para incluir trazados y otras obras derivadas de fotografías o pseudo-fotografías. Antes de la aprobación de la Ley de Jueces de Instrucción y Justicia de 2009, la ley se interpretaba conforme a que se aplicaba a las imágenes de dibujos animados solo cuando dichas imágenes fuesen realistas e indistinguibles de fotografías.
La ley actual fue dada a conocer en mayo de 2008, cuando el Gobierno anunció planes para criminalizar todas las imágenes sexuales no realistas que representasen a menores de 18 años. Estos planes se convirtieron en parte de la Ley de Jueces de Instrucción y Justicia de 2009, secciones 62–68, y entraron en vigor el 6 de abril de 2010. La definición de "niño" en la Ley incluye representaciones de jóvenes de 16 y 17 años que son mayores de edad en el Reino Unido, así como de cualquier adulto donde la "impresión predominante transmitida" sea de una persona menor de 18 años. La Ley hizo ilegal poseer cualquier imagen que represente a menores de 18 años participando en actividades sexuales, o representaciones de actividades sexuales en presencia de alguien menor de 18 años. La ley fue condenada por una coalición de artistas gráficos, editores y parlamentarios, que temían que criminalizara novelas gráficas como Lost Girls y Watchmen.
El gobierno había afirmado que la publicación o el suministro de dicho material podría ser ilegal bajo la Ley de Publicaciones Obscenas, si un jurado considera que este tiene una tendencia a "depravarse y corromper". Sin embargo, el proyecto de ley publicado no hizo referencia a la probación de "depravación y corrupción".
En octubre de 2014, Robul Hoque fue condenado por poseer hasta 400 imágenes explícitas de manga que involucraba a niños ficticios, en el primer enjuiciamiento de este tipo en el Reino Unido. Recibió una sentencia suspendida de 9 meses.

### Rusia
El Párrafo 1 del Artículo 242.1 del Código Criminal de la Federación rusa hace ilegal la creación, adquisición, compraventa, y/o tráfico a través de la frontera rusa (incluyendo a través de internet) las imágenes pornográficas de menores. Esto incluye representaciones y dibujos de menores. Existen encarcelamientos reales bajo esa ley por posesión de material dibujado.

### Suecia
Cualquier imagen o video que represente a niños en un contexto pornográfico debe considerarse pornografía infantil en Suecia, incluso si son dibujos. Un "niño" se define como una "persona" menor de 18 años o que no ha pasado la pubertad.
Se han registrado que estas leyes han sido puestas en práctica en Uppsala: el tribunal de distrito castigó a un hombre con una multa monetaria y libertad condicional por posesión de imágenes de estilo manga. Esto fue apelado y llevado a la Corte de Apelaciones. En la corte, el juez Fredrik Wersäll declaró que una "persona" (como en la definición de "niño") es un ser humano. El hombre que poseía las ilustraciones, así como su abogado, declararon que un personaje de cómic no es una persona (un personaje de cómic es un personaje de cómic y nada más), y que una persona no tiene orejas de gato, ojos gigantes o cola, así como que las personas tienen nariz. Algunas de las imágenes mostraban ilustraciones de personajes con estas inusuales partes del cuerpo. El fiscal y un experto en pornografía infantil argumentaron que estas partes del cuerpo no tenían ningún efecto y que los personajes de cómic eran personas. Como ejemplos de lo que "no es" una persona, el experto en pornografía infantil mencionó a Los Simpson y al Pato Donald. El Tribunal de Apelación confirmó el veredicto anterior, para 39 de las 51 imágenes, y se redujo la multa monetaria. El resultado fue inmediatamente apelado ante el Tribunal Supremo. Si bien el fiscal general estuvo de acuerdo con el veredicto de la Corte de Apelaciones, todavía recomendó que el Tribunal Supremo escuchara el caso, para aclarar el problema, y el Tribunal Supremo decidió hacerlo. El 15 de junio de 2012, el Tribunal Supremo declaró al hombre inocente. Decidieron que las imágenes no eran realistas y no podían confundirse con niños reales, y que, por lo tanto, no podían considerarse como excepciones a la ley constitucional de libertad de expresión. Una imagen todavía se consideraba lo suficientemente realista como para definirse como pornografía infantil según la ley sueca. Sin embargo, su posesión se consideraba defendible a través de su ocupación como experto profesional de la cultura japonesa, particularmente de manga.

### Suiza
La pornografía que representa a menores ficticios es ilegal si muestra 'actos sexuales no genuinos con menores' según el artículo 197 del Código Penal suizo. El castigo es una pena privativa de libertad que no exceda de tres años o una multa monetaria.

## Oceanía

### Australia
Cualquier representación sexualizada de personas menores de 18 años es ilegal en Australia, y existe una política de "tolerancia cero" al respecto.
En diciembre de 2008, un hombre de Sídney fue condenado por posesión de pornografía infantil después del hallazgo en su ordenador de imágenes sexualmente explícitas de personajes infantiles de Los Simpson. El Tribunal Supremo de Nueva Gales del Sur confirmó la decisión del tribunal local de que los personajes de dibujos animados de los Simpson "representaban a", y, por tanto, "podían ser considerados como" personas reales.

### Nueva Zelanda
En Nueva Zelanda, la Ley de Clasificación de Películas, Vídeos y Publicaciones de 1993 califica una publicación como "cuestionable" si "promueve o apoya, o tiende a promover o apoyar, la explotación de niños, o personas jóvenes, o ambos, para propósitos sexuales". La creación, distribución, importación, copia o posesión de material cuestionable con propósito de distribución son delitos punibles (en el caso de un individuo) con multa de hasta 10,000 NZ$ en responsabilidad estricta, y diez años de prisión si el delito es cometido deliberadamente.
En diciembre de 2004, la Oficina de Clasificación de Películas y Literatura determinó que la obra Puni Puni Poemi (la cual contiene niños desnudos en situaciones sexuales, aunque no estén percibidos como dibujos pornográficos por sus seguidores) era cuestionable bajo la Ley, y su publicación, por tanto, ilegal en Nueva Zelanda. Una apelación subsiguiente falló, y la serie continúa prohibida.
En abril de 2013, Ronald Clark fue encarcelado por posesión de anime que describe sexo entre elfos, pixies, y otras criaturas de fantasía. Esté material fue considerado como obsceno, y Clark fue condenado a una pena de tres meses en prisión tras el juicio.

## Lecturas complementarias
- Al-Alosi, Hadeel (2018). The Criminalisation of Fantasy Material: Law and Sexually Explicit Representations of Fictional Children. Routledge. ISBN 978-1-138-57281-2.

- Datos: Q6517598